# 宣憲皇后
宣宪皇后魏氏（?—?），唐朝末年镇州平山人。
魏氏最初嫁给了平山民王某，生了一个儿子。孩子十岁的时候，晋王李克用部下的骑将李嗣源掠平山，俘虏了魏氏母子，以魏氏为妾。数年后，魏氏病卒，葬于太原。这个孩子被李嗣源收为义子。是为李从珂。李嗣源后来当了皇帝，就是后唐明宗，封李从珂为潞王，乃追封魏氏为鲁国夫人。李从珂即位，追尊母亲魏氏为皇太后，议建陵寝，正赶上太原石敬瑭造反，只好在京师河南府东營建魏氏的陵寢。清泰三年（936年）六月初九丙寅，遣工部尚书崔居儉奉上皇太后宝册，谥号宣宪。

## 延伸阅读
[在维基数据编辑]
 《舊五代史·卷49》，出自薛居正《舊五代史》
 《新五代史/卷15》，出自歐陽修《新五代史》